# Rừng thứ sinh

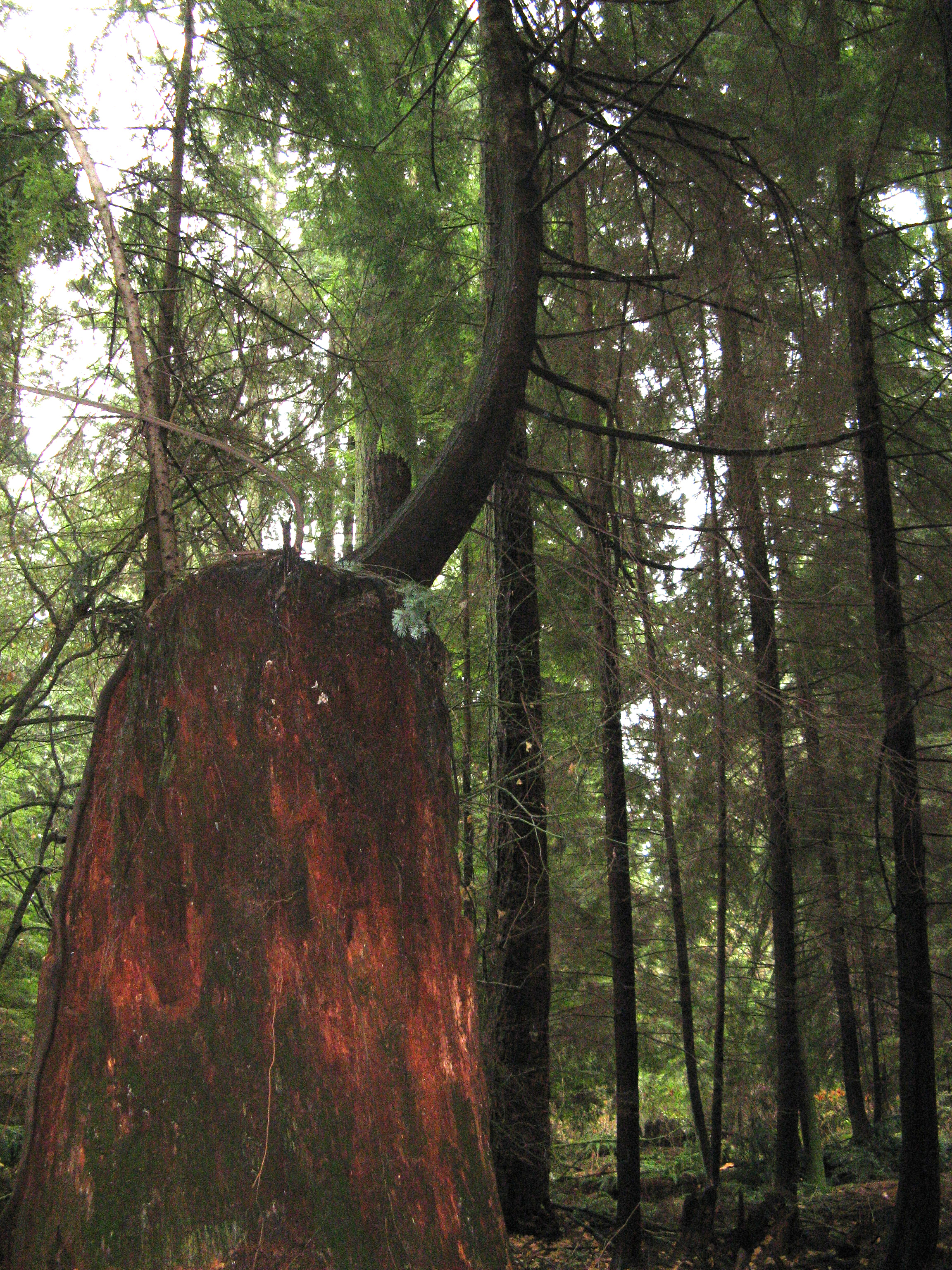
Rừng rậm trong Công viên Stanley, Vancouver, British Columbia, Canada thường được coi là có các đặc điểm thứ sinh. Bức ảnh này cho thấy sự tái sinh, một cái cây mọc ra từ gốc của một cây khác đã bị đổ vào năm 1962 bởi dư âm của cơn bão Freda.

Một khu rừng thứ sinh là một khu rừng rậm hoặc rừng thưa mọc lại sau khi đã khai thác gỗ, cho tới khi một khoảng thời gian đủ dài trôi qua khiến cho những sự xáo trộn không còn hiện hữu nữa. Nó khác với rừng nguyên sinh, là loại rừng trong một khoảng thời gian gần đây không trải qua tình trạng bị phá hủy như vậy, và rừng tam sinh, rừng bắt nguồn từ việc thu hoạch ở rừng thứ sinh. Rừng thứ sinh mọc lại sau khi khai thác gỗ khác với rừng mọc lại sau khi bị xáo trộn tự nhiên như cháy rừng, phá hoại của côn trùng, hoặc bị đánh bật bởi vì cây chết vẫn còn cung cấp dinh dưỡng, cấu trúc và giữ nước sau khi bị xáo trộn tự nhiên.

## Rừng mưa
Trong trường hợp rừng mưa nhiệt đới, nơi mức độ dinh dưỡng trong đất thì thấp do đặc trưng, chất lượng đất có thể bị giảm sút đáng kể sau khi rừng nguyên sinh bị phá hủy. Tại Panama, việc phát triển những khu rừng mới từ đất trồng trọt bỏ hoang đã vượt quá những mất mát của rừng nguyên sinh vào năm 1990. Tuy nhiên, do chất lượng đất bị giảm sút, và nhiều nhân tố khác, sự hiện hữu của các sinh vật sống trong rừng nguyên sinh đã thất bại trong việc trở lại các khu rừng thứ sinh này.